# 卡蘭區
卡蘭區是索馬利亞的一個區，位於該國東南方的巴納迪爾州，與希比斯区、亚格希德区、阿卜迪亚齐兹区、胡里瓦區相鄰，東側則和印度洋相接。
卡蘭地方政府辦公室曾在因非洲聯盟部隊與持聖戰恐怖主義的索馬利亞青年黨之間的交戰而被摧毀，後在2013年重建。

## 外部鏈結
- Districts of Somalia（页面存档备份，存于）
- 卡蘭區行政區域圖 （页面存档备份，存于）
- 卡蘭區的臉書專頁

2°02′00″N 45°21′00″E / 2.0333°N 45.3500°E